# Franz Fernolendt
Franz Fernolendt (* Kronstadt; † 4. November 1865) war ein österreichischer Industrieller.

## Biografie
Er kam im Jahre 1831 nach Wien und erfand 1832 eine Glanzwichse für Schuhe und Stiefel. Er wurde mit diesem Produkt sehr erfolgreich und zählte zu seinen Kunden sogar den kaiserlichen Hof. Für seine Verdienste und auf Grund der hohen Qualität seiner Produkte wurde er zum k.u.k. Hoflieferant für Schuhwichse und Lederpasten ernannt.
Die Schuhpasta fand sogar Eingang in die Kultur. Der Wienerliedkomponist Johann Sioly komponierte das Couplet Beste Schuhwichse, Fernolendt, welches der Volkssänger Wilhelm Wiesberg in sein Programm aufnahm.
Ein von ihm verfertigtes Schwaben-Vertilgungspulver wurde 1844 verboten, weil es arsenhaltig war.
Franz Fernolendt wurde in der Familiengruft am Sankt Marxer Friedhof beigesetzt.
Die Firma befand sich im Haus „Zur Unmöglichkeit“ an der Erdbergstraße 34 im dritten Wiener Gemeindebezirk Landstraße.